# Iris Zimmermann
Iris Tien Zimmermann (ur. 6 stycznia 1981 w Rochester) – amerykańska florecistka, dwukrotna medalistka mistrzostw świata.
W 1995 roku zdobyła indywidualnie złoty medal na mistrzostwach świata kadetów w Paryżu. Rok później była trzecia na mistrzostwach świata juniorów w Tournai. Na mistrzostwach świata juniorów w 1997 roku zdobyła złoto w kategorii kadetów i srebro wśród juniorów. Ponadto na mistrzostwach świata juniorów w South Bend w 2000 roku zdobyła złoto indywidualnie i brąz drużynowo.
Podczas mistrzostw świata w Seulu w 1999 roku wywalczyła brązowy medal w turnieju indywidualnym. Wyprzedziły ją jedynie Włoszka Valentina Vezzali i Niemka Sabine Bau. Na rozgrywanych dwa lata później mistrzostwach świata w Nîmes Amerykanki w składzie: Iris Zimmermann, Erinn Smart, Felicia Zimmermann i Ann Marsh zdobyły drużynowo brązowy medal.
Wystartowała na igrzyskach olimpijskich w Sydney w 2000 roku, zajmując czwarte miejsce drużynowo i jedenaste indywidualnie.
Ponadto na igrzyskach panamerykańskich w Winnipeg (1999) zdobyła brązowy medal drużynowo.
Jej siostra, Felicia Zimmermann, także uprawiała szermierkę